# История манги

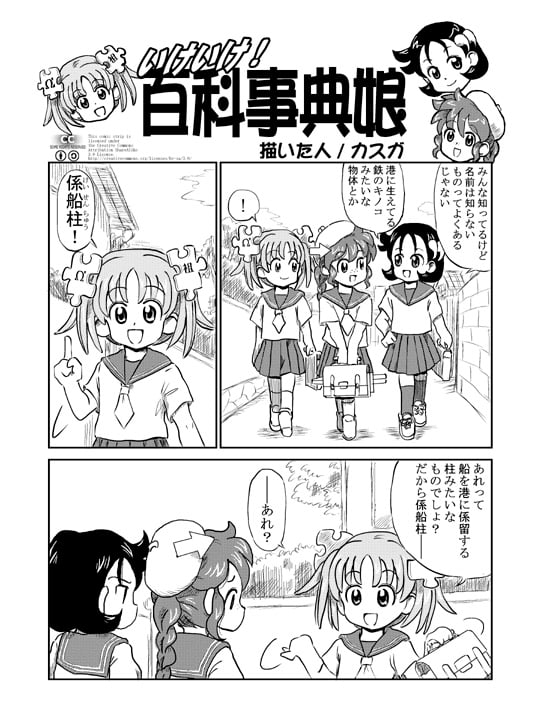
Страница из манги о Википе-тан — неофициальном маскоте Википедии

Иероглифы для слова «манга», написанные Санто Кёдэном в издании «Сики но юкикай» 1798 года

История манги берёт своё начало со свитков, датируемых XII веком. Однако являлись ли эти свитки мангой или нет, до сих пор является предметом дискуссий — специалисты считают, что именно они впервые заложили основы чтения справа налево. Другие же авторы относят истоки возникновения манги ближе к XVIII веку. Манга — это японский термин, который в общем смысле означает «комикс» или «мультипликация», дословно «причудливые наброски». Историки и писатели, занимающиеся вопросами истории манги, описывали два основных процесса, оказавших влияние на современную мангу. Их взгляды различались во временно́м отношении — одни учёные уделяли особое внимание культурным и историческим событиям, следующим после Второй мировой войны, другие описывали роль довоенного периода — периода Мэйдзи и дореставрационного периода — в японской культуре и искусстве.
Первая точка зрения подчёркивает события, происходившие во время и после оккупации Японии (1945—1952), и указывает на то, что на мангу большое влияние оказали культурные ценности Соединённых Штатов — американские комиксы, которые были привезены в Японию военнослужащими, а также изображения и темы американского телевидения, кинофильмов и мультфильмов (в частности созданных компанией Уолта Диснея). Согласно мнению Шерон Кинселлы, стремительно развивающееся издательское дело в послевоенной Японии способствовало формированию общества, ориентированного на потребителя, и успеха добились такие гиганты издательского дела, как компания Kodansha.

## До Второй мировой войны

«Животные соревнуются в борьбе сумо» (первый свиток «Тёдзюгига», Токийский национальный музей), XII век, Тоба Содзё

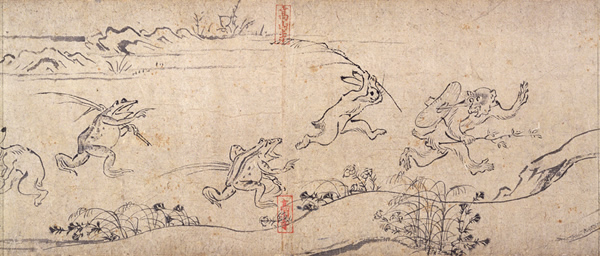
«Обезьяна-воришка убегает от животных с длинными палками» (первый свиток «Тёдзюгига», Токийский национальный музей), XII век, Тоба Содзё

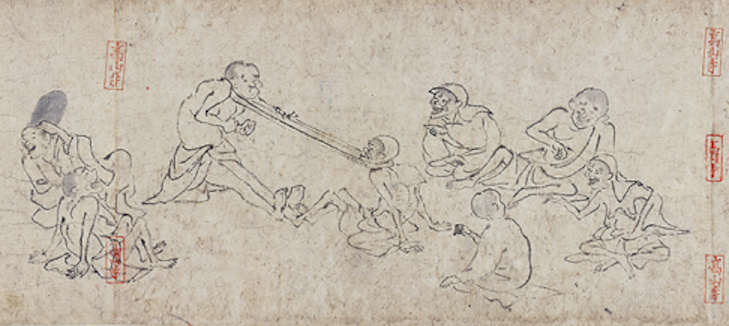
«Два человека, в шутку играют в перетягивание каната головой» (третий свиток «Тёдзюгига», Токийский национальный музей), XII век, Тоба Содзё

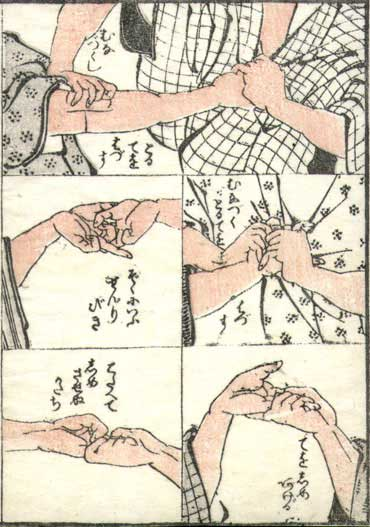
«Манга Хокусая» страница, где изображены приемы самообороны, начало XIX века, Кацусика Хокусай

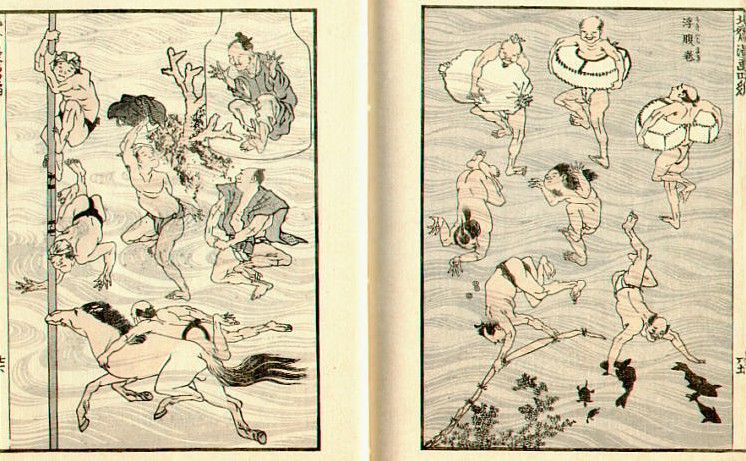
«Манга Хокусая» страница на развороте из четвёртого тома, где изображены купающиеся и ныряющие люди, начало XIX века, Кацусика Хокусай

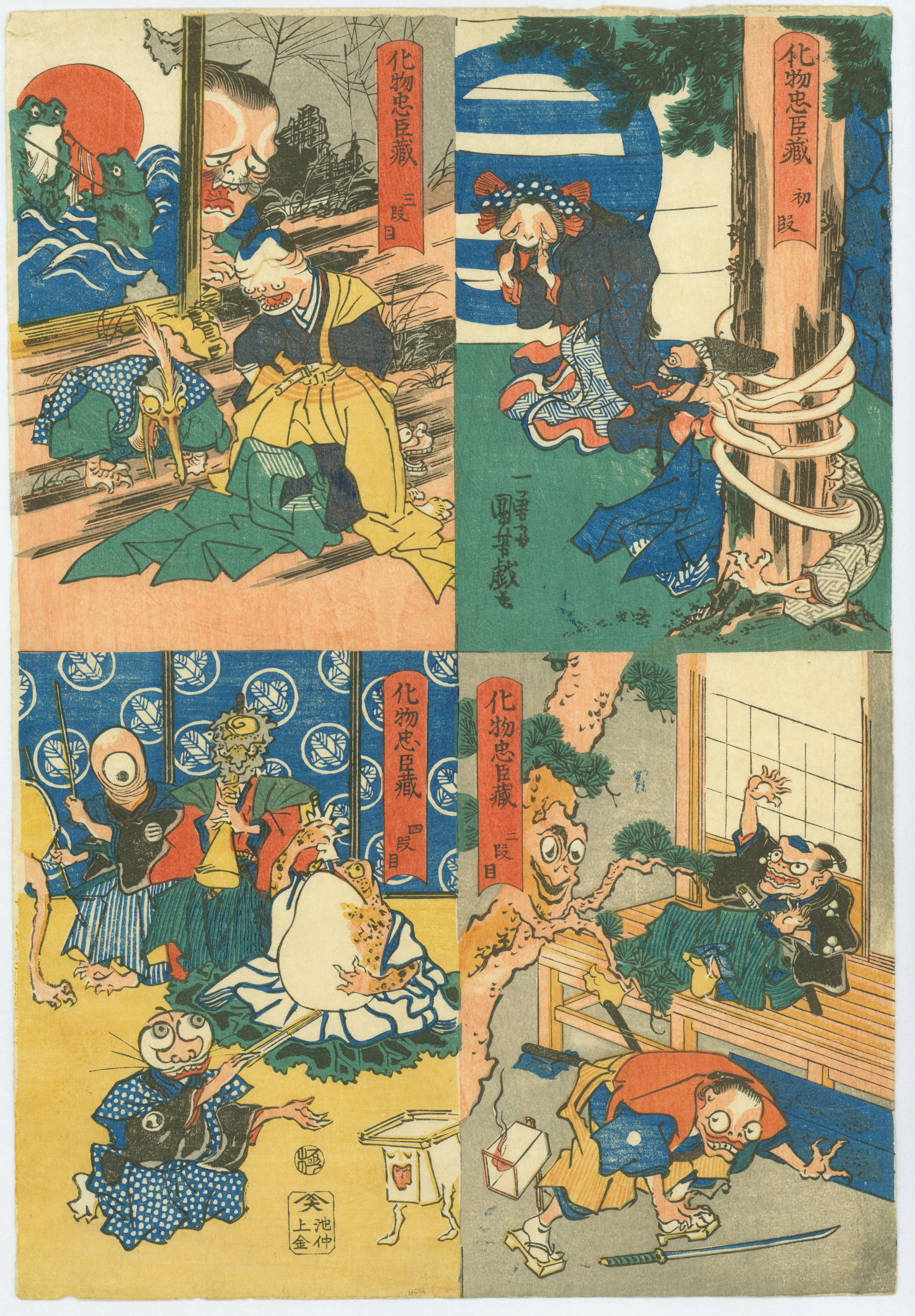
Пьеса бунраку «Сокровищница верных слуг» состоящая из 11 актов. Акты 1–4, первый акт вверху справа, второй акт внизу справа, третий акт вверху слева, четвертый акт внизу слева, 1836 год, Художественный музей Принстонского университета, Утагава Куниёси

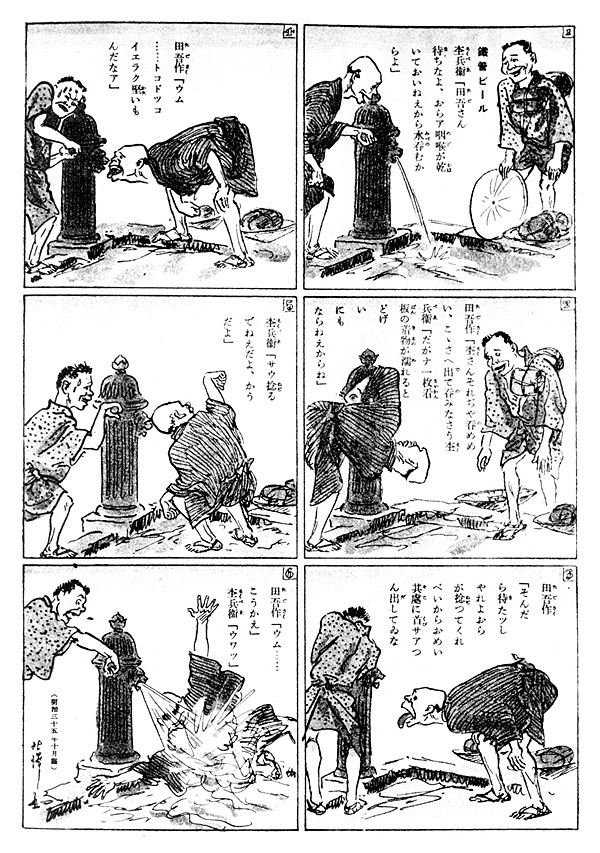
«Тагосаку и Мокубэ осматривают Токио», 1902 год. Ракутэн Китадзава считается отцом-основателем современной манги, его работа была источником вдохновения для многих молодых мангак и аниматоров. Он был первым профессиональным художником-карикатуристом в Японии и первым, кто использовал термин «манга» в его современном смысле

Первые упоминания о создании в Японии историй в картинках относятся ещё к XII веку, когда буддийский монах Тоба Содзё (другое имя — Какую) нарисовал четыре юмористические истории, рассказывающие о животных, которые пародируют людей из высшего общества, и о буддийских монахах, нарушавших устав. Эти истории представляли собой четыре бумажных свитка с рисунками тушью и подписями к ним. В настоящее время они хранятся в монастыре, где жил Тоба. Тобе же принадлежит идея замены картинок по ходу повествования. В середине XVII в. в японском городе Оцу близ Киото распространялись изображения под названием оцу-э. Обычно они были достаточно примитивными и понятными для простых людей. Затрагиваемые в них темы часто были сатирическими, а порой и скандальными. Оцу-э были востребованы среди находящихся в округе путешественников, которые приобретали их как сувениры, хотя первоначально они предназначались в качестве амулетов. В этот же временной период популярность среди населения Японии приобрело изобразительное искусство укиё-э, сыгравшее важную роль в развитии современной манги. Значительных успехов в нём добился художник Кацусика Хокусай. Он же ввёл в оборот термин «манга» — с 1814 по 1878 года в свет выходило его произведение под названием «манга Хокусая», насчитывающее в общей сложности 15 томов. Часть историков также связывает появление манги с лубочными картинками периода Яёй.
Развиваясь, манга вобрала в себя традиции укиё-э и западные техники. После реставрации Мэйдзи, когда японский железный занавес пал и началась модернизация Японии, в страну стали ввозиться западные комиксы, а художники начали учиться у своих иностранных коллег особенностям композиции, пропорциям, цвету — вещам, которым в укиё-э не уделялось внимания, так как смысл и идея рисунка считались более важными, нежели форма. В 1902 году начал издаваться юмористический комикс под названием Tagosaki to Makube no Toukyou kenbutsu авторства Ракутэна Китадзавы. Данное произведение, созданное по подобию американских комиксов, стало первым в Японии «сериальным» комиксом. В период 1900—1940 г. манга не носила роль значимого социального явления, была скорее одним из модных увлечений молодежи; в сюжетах комиксов преобладала комедия и сатира на японское общество. После прихода к власти императора Тайсё мангаки стали экспериментировать с иностранными графическими стилями, а также начали обмениваться опытом с иностранными художниками. Так, например, в 1920-х годах группа японских художников, в числе которых были Китадзава, Иппэй Окамото, Сако Сисидо и Ютака Ассо, посетила США, где на тот момент проходил подъём индустрии комиксов. В связи с этим манга того времени имела большое сходство с западными комиксами. Ключевую роль в истории манги сыграла идея издавать наиболее популярные японские комиксы в виде отдельных книг — танкобонов.
В 1926 году новым императором стал Хирохито. Политическая власть начала постепенно переходить к военным деятелям. Милитаризм нашёл своё отражение в массовой культуре Японии — пропаганда «японских национальных ценностей» и воспитания патриотического духа имела место в художественных произведениях того времени. В этот период имело место усиление политической цензуры — полиция получила право арестовывать тех художников и редакторов, чья деятельность была сочтена подрывной. Мангаки были вынуждены создавать произведения на военную тематику, к сопротивлявшимся применялись различные виды наказаний. Многие детские комиксы, создание которых финансировалось правительством, были цветными (однако в дальнейшем стала преобладать именно чёрно-белая манга). Одним из самых популярных графических произведений (и одновременно художественным символом эпохи) стала выходившая с 1931 года детская манга Norakuro, сюжет которой повествует о псе Норакуро, проходящем службу в пародийной армии животных. В 1941 году данная манга, сочтённая «насмешкой над японской армией», была запрещена. В 1943 году был опубликован фантастический комикс Kagaku senshi New York ni shutsugen su авторства Рюити Ёкоямы. В данном произведении была впервые задействована концепция «огромного боевого робота», сыгравшая одну из ключевых ролей в дальнейшем развитии как манги, так и аниме.
Многие писатели, как например Такаси Мураками, подчёркивают важность событий, следующих после Второй мировой войны, при этом Мураками считает, что поражение Японии в войне и последующие атомные бомбардировки Хиросимы и Нагасаки нанесли тяжелейший удар по японскому художественному сознанию, которое потеряло былую уверенность в себе и стало искать утешения в безобидных и милых рисунках, именуемых каваий. Одновременно с этим Такаюми Тацуми отводит особую роль экономической и культурной транснационализации, заложившей постмодернистскую и международную культуру мультипликации, фильмографии, телевидения, музыки и других популярных искусств, и ставшей основой для развития современной манги.
Для Мураками и Тацуми транснационализация (или глобализация) означала преимущественно переход культурных ценностей от одной нации к другой. В их представлении этот термин не означает ни международной корпоративной экспансии, ни международного туризма, ни трансграничных личных дружеских отношений, а используется именно для обозначения художественного, эстетического и интеллектуального обмена традициями между несколькими народами. Примером культурной транснационализации служит создание в США серии фильмов Star Wars, по которым впоследствии японскими художниками-мангаками была создана манга, продававшаяся в дальнейшем и в Соединённых Штатах. Другой пример — переход хип-хоп культуры из США в Японию. Венди Вонг также видит основную роль транснационализации в современной истории манги.
Другие исследователи подчёркивали неразрывную связь между японскими культурными и эстетическими традициями и историей манги. В их число входили американский писатель Фредерик Л. Шодт, Кинко Ито и Адам Л. Керн. Шодт ссылался на существовавшие в XIII веке свитки с рисунками наподобие Тёдзю-дзимбуцу-гига, в которых с юмором рассказывались истории в картинках. Он также подчёркивал связь между визуальными стилями укиё-э и сюнги с современной мангой. До сих пор ведутся споры относительно того, являлась ли первой мангой тёдзюгига или сигисан-энги — оба манускрипта датируются одинаковым временны́м периодом. Исао Такахата, соучредитель и руководитель компании Studio Ghibli, утверждает, что между этими свитками и современной мангой никакой связи нет. Так или иначе, именно эти свитки заложили основы стиля чтения справа налево, применяющегося в манге и японских книгах.
Шодт также отводит особо значимую роль театру камисибай, когда странствующие артисты в своих выступлениях показывали публике рисунки. Торранс отмечал схожесть современной манги с популярными романами Осаки периода 1890—1940 годов и утверждал, что создание широко распространённой литературы в период Мэйдзи и до него способствовало формированию аудиторий, готовых воспринимать слова и рисунки одновременно. Связь манги с искусством дореставрационного периода отмечает также Кинко Ито, хотя, по её мнению, события послевоенной истории послужили рычагом к формированию потребительского спроса на богатую рисунками мангу, что способствовало заложению новой традиции её создания. Ито описывает, как эта традиция оказала влияние на развитие новых жанров и потребительских рынков, например «манги для девочек» (сёдзё), развитие которой происходило в конце 1960-х годов, или «комиксов для дам» (дзёсэй).
Керн высказал предположение о том, что иллюстрированные книги кибёси XVIII века могут считаться первым в мире комиксом. В этих рассказах, как и в современной манге, затрагиваются комедийные, сатирические и романтические темы. И хотя Керн не считает, что кибёси был прямым предшественником манги, существование этого жанра, по его мнению, оказало значительное влияние на связь текста с рисунками. Кроме того, Фредерик Шодт считал, что современная манга прямо произошла от кибёси и укиё-э. Впервые термин «манга» был упомянут в 1798 году и означал «причудливые или импровизированные рисунки»; Керн подчёркивает, что слово предшествует более известному тогда термину «манга Хокусая», несколько десятилетий применявшемуся для обозначения произведений Кацусики Хокусая.
Чарльз Иноуэ аналогичным образом считает мангу смесью элементов слова и текста, каждый из которых впервые возник ещё до оккупации Японии Соединёнными Штатами. С его точки зрения, японские искусство изображения неразрывно связано с китайским графическим искусством, в то время как развитие словесного искусства, в частности, создание романа, было стимулировано социальными и экономическими нуждами объединённого общей письменностью населения периода Мэйдзи и довоенного периода. Оба этих элемента Иноуэ рассматривает как симбиоз в манге.
Таким образом, учёные рассматривают историю манги как связь с историческим и культурным прошлым, на которое впоследствии оказали существенное влияние послевоенные инновации и транснационализация.

## После Второй мировой войны

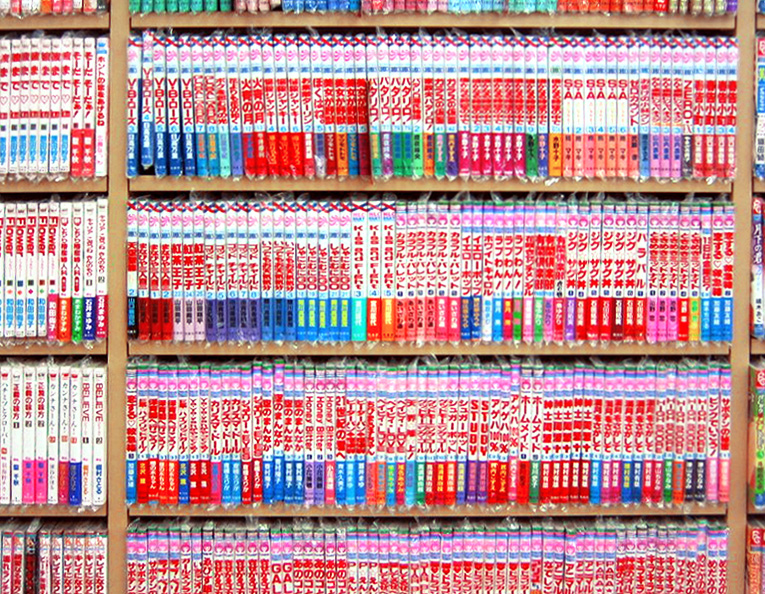
Книжный магазин в Токио, заставленный томами («танкобонами») манги

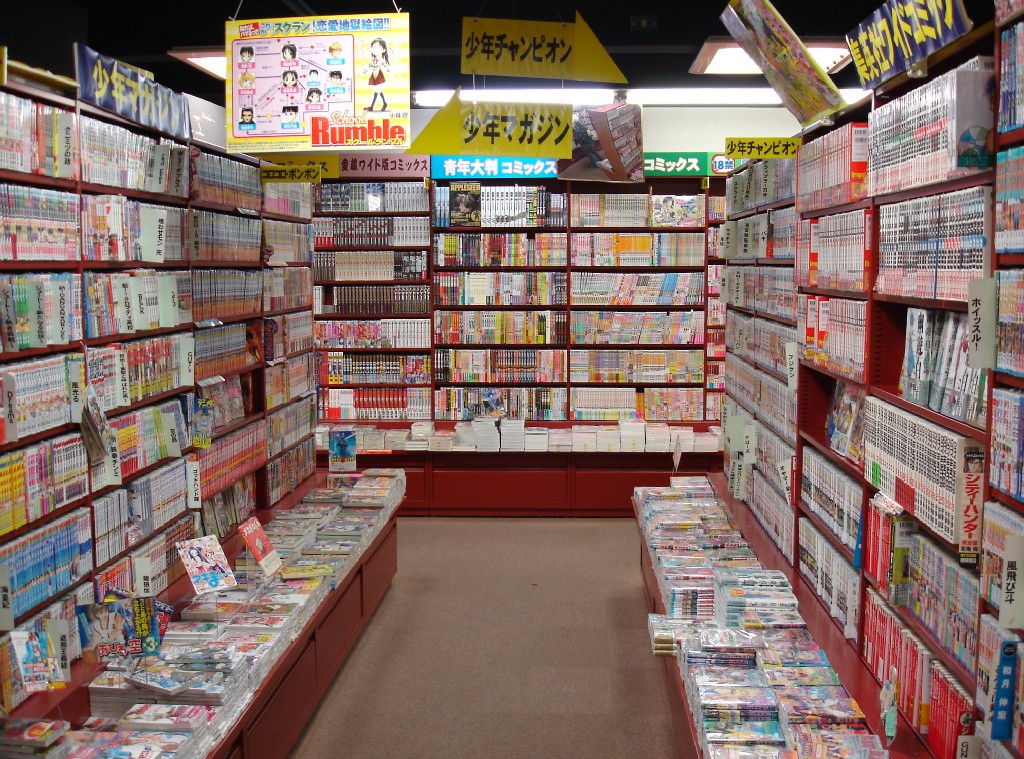
Магазин манги в Японии

Современная манга начала зарождаться в период оккупации (1945—1952) и достаточно быстро развивалась в послеоккупационные годы (1952-начало 1960-х), когда ранее милитаристская и националистическая Япония начала перестройку своей политической и экономической инфраструктуры. В послевоенные годы было основано большое количество журналов манги, в числе который Manga kurabu, VAN, Kodomo manga shimbun, Kumanbati и другие. И хотя политика цензуры, введённая США, запрещала создание произведений искусства, восхваляющих войну и японский милитаризм, она не распространялась на иные публикации, в том числе и на мангу. Кроме того, Конституция Японии (статья 21) запрещала любые формы цензуры, а американцы предоставили японским художникам больше свободы, чем было ранее. Как результат, в этот период начался рост творческой активности. Произошло становление манги как формы искусства, которое предназначалось как для детей, так и для взрослых. При этом во многих журналах манги открыто публиковались карикатуры на членов императорской семьи. Именно тогда были созданы две серии манги, которые оказали значительное влияние на всю будущую историю манги. Первая манга была создана Осаму Тэдзукой, который считается основателем современной японской манги, и называлась Mighty Atom (в США известна как Astro Boy), вторая манга — Sazae-san авторства Матико Хасэгавы.
Астробой — робот, наделённый огромными способностями, и одновременно с этим наивный маленький мальчик. Тэдзука никогда не рассказывал ни о том, почему у его героя настолько развито общественное сознание, ни о том, какая программа смогла бы сделать робота настолько человечным. Астробою присущи и совесть и человечность — они отражают японскую общительность и социально-ориентированную мужественность, сильно отличающуюся от стремления к поклонению Императору и милитаризму, присущего периоду японского империализма. Серия Astro Boy быстро завоевала в Японии большую популярность (и сохраняет её по сей день), Астробой стал символом и героем нового мира, стремящимся к отрешению от войны, о чём также говорит статья 9 Японской Конституции. Схожие темы фигурируют в работах Тэдзуки New World и Metropolis. Успех этой манги способствовал созданию и других произведений на аналогичную тему. Так, например, мангакой Мицутэру Ёкоямой была нарисована манга Tetsujin 28-go, повествующая о фантастическом японском роботе.
Мангу Sazae-san в 1946 году начала рисовать молодая мангака Матико Хасэгава, сделавшая свою героиню похожей на миллионы людей, после войны оставшихся без крова. Садзаэ-сан живёт нелёгкой жизнью, однако она, как и Астробой, очень человечна и глубоко вовлечена в жизнь своей большой семьи. Она также очень сильная личность, что противоположно традиционному для Японии принципу женской мягкости и послушания; она придерживается принципа «хорошая жена, мудрая мать» («рёсаи кэнбо», りょうさいけんぼ; 良妻賢母). Садзаэ-сан бодра и способна быстро восстанавливать силы, Хаяо Каваи называет такой тип «стойкой женщиной». Манга в формате ёнкомы впервые начала публиковаться в издании «Асахи симбун» в 1946 году, а завершилась публикация в 1974 году. Продажи манги Sazae-san составили более 62 млн. копий ко второй половине XX века, сама манга стала одним из наиболее популярных произведений в Японии, а снятое по её мотивам аниме — одним из длиннейших японских анимационных телесериалов.
Тэдзука и Хасэгава стали инноваторами в плане стилистики рисования. «Кинематографичная» техника Тэдзуки характеризовалась тем, что кадры манги во многом напоминали кадры фильма — изображение деталей быстрого действия граничит с медленным переходом, а далёкое расстояние быстро сменяется крупным планом. Для имитации движущихся изображений Тэдзука объединял расположение кадров под скорость просмотра. При создании манги, как и при создании фильма, автором произведения считался человек, определявший взаимное распределение кадров, а рисование изображений в большинстве случаев осуществлялось ассистентами. Этот стиль визуальной динамики был позднее перенят многими мангаками. Сосредоточение на темах повседневной жизни и женского опыта, отражённое в работе Хасэгавы, впоследствии стало одним из атрибутов сёдзё-манги.
В период между 1950 и 1969 годами читательские аудитории постоянно росли, и началось становление двух основных жанров манги: сёнэн (манга для мальчиков) и сёдзё (манга для девочек). С 1969 года сёдзё-манга рисовалась преимущественно взрослыми мужчинами для молодых читательниц.
Двумя наиболее популярными сёдзё-мангами того периода были работа Тэдзуки Ribon no Kishi (Princess Knight или Knight in Ribbons) и манга Мицутэру Ёкоямы Mahōtsukai Sarii (Ведьма Салли). В Ribon no Kishi повествуется о приключениях принцессы Сапфир, которая с рождения получила две души (женскую и мужскую) и научилась прекрасно орудовать шпагой. Салли, главная героиня Mahōtsukai Sarii — маленькая принцесса, которая прибыла на Землю из магического мира. Она ходит в школу и с помощью магии делает добрые дела для своих друзей и одноклассников. Манга Mahōtsukai Sarii была создана под влиянием американского ситкома Bewitched, однако в отличие от Саманты, главной героини Bewitched уже в зрелом возрасте, Салли — обычная девочка-подросток, которая взрослеет и учится брать на себя ответственность приближающейся взрослой жизни. Благодаря Mahōtsukai Sarii был создан поджанр махо-сёдзё («девочка-волшебница»), впоследствии приобретший популярность.

### Сёдзё-манга
В 1969 году был сформирован коллектив женщин-мангак «Союз 24 года». В группу входили Хагио Мото, Риёко Икэда, Юмико Осима, Кэйко Такэмия и Рёко Ямагиси; группа считалась первым коллективом женщин, начавших рисовать мангу. После этого основными создателями сёдзё-манги становились мангаки-женщины.
В 1971 году Икэда начала работу над ставшей впоследствии популярной мангой Berusaiyu no Bara (The Rose of Versailles), действие которой разворачивается в дореволюционной Франции. Сюжет повествует о женщине по имени Оскар, которая стала капитаном гвардии Марии-Антуанетты. В конце Оскар погибает во время штурма Бастилии. Данное произведение оказало значительное влияние на эстетику и идеологию всей созданной в дальнейшем сёдзё-манги. В 1975 году была создана история в жанре научной фантастики They Were Eleven, чья главная героиня — кадет космической академии будущего.
Женщины из группы «Союз 24 года» также внесли значительные стилистические инновации. История фокусируется на внутреннем опыте и чувствах главной героини, а сама сёдзё-манга выступает как «поэма в картинках». Присутствуют изящные и сложные рисунки, при этом границы кадров часто убираются. Все данные нововведения — сильная и независимая героиня, интенсивная общая эмоциональность произведения и тонкий дизайн рисунка — до сих пор являются основными характеристиками сёдзё-манги.

#### 1975 – настоящее время
В последующие десятилетия одновременно с развитием сёдзё-манги стали появляться её поджанры. Основными среди них стали романтика, супергероини и «дамские комиксы» (аналогичные названия рэдису レディース, рэдикоми レヂィーコミ и дзёсэй じょせい (女性)); во многом эти поджанры пересекались.
В современной романтической сёдзё-манге основной темой является любовь, а способ повествования в подобных произведениях обычно отличается сильной эмоциональностью. Японский критик аниме и манги Эри Идзава определяет романтический жанр как символизирующий «эмоциональное, великое и эпическое; чувство героизма, фантастические приключения и меланхолия; страстная любовь, внутренняя борьба и вечное стремление», которые сливаются в один яркий, индивидуальный и страстный рассказ, заключённый в кадры манги. Эти истории порой довольно длинны и часто в них проходит грань между притворной и настоящей любовью, а действие обычно развивается в запутанном мире. Тема взросления имеет место как в сёдзё- так и в сёнэн-манге.
В романе воспитания главный герой в своём развитии обычно проходит через опыт несчастья и конфликта; подобное явление встречается и в сёдзё-манге. Например, манга Peach Girl автора Мивы Уэды, Mars Фуюми Сорё. Примеры более зрелых произведений: Happy Mania Моёко Анно, Tramps Like Us Яёй Огавы и Nana Ай Ядзавы. В некоторых произведениях сёдзё юная героиня попадает в чужой мир, где знакомится с окружающими и старается выжить (They Were Eleven Хагио Мото, From Far Away Кёко Хикавы и The World Exists For Me Тихо Сайто).
Также в сюжетах сёдзё-манги встречаются ситуации, когда протагонист встречается с необычными или странными людьми и явлениями, как, например, в манге «Корзинка фруктов» Такаи Нацуки, которая обрела популярность в США. Главная героиня Тору остаётся жить в лесном доме вместе с людьми, которые превращаются в животных из китайского зодиака. В манге Crescent Moon героиня Махиру встречается с группой сверхъестественных существ и в конце концов узнаёт, что тоже обладает сверхспособностями.
С появлением в сёдзё-манге историй о супергероинях начали ломаться традиционные устои о женской покорности. Манга Sailor Moon Наоко Такэути — длинная история о группе молодых девушек, которые одновременно героические и интроспективные, энергичные и эмоциональные, покорные и амбициозные. Подобная комбинация оказалась чрезвычайно успешной, и манга и аниме о Сейлор Мун приобрели международную популярность. Ещё один пример истории о супергероинях — манга группы CLAMP Magic Knight Rayearth, главные героини которой оказываются в мире Сефиро и становятся магическими воинами, спасающими Сефиро от внутренних и внешних врагов.
В произведениях о супергероинях довольно распространено понятие сэнтай, применяемое для обозначения команды девушек, например, Сейлор воины из Sailor Moon, Рыцари магии из Magic Knight Rayearth, команда Мяу Мяу из Tokyo Mew Mew. На сегодняшний день шаблон темы о супергероинях широко применяется и становится объектом пародий (Wedding Peach и Hyper Rune); распространён также жанр бисёдзё (Galaxy Angel).
В середине 1980-х годов и в дальнейшем начал становление поджанр сёдзё-манги, предназначенной для молодых женщин. Этот поджанр «дамских комиксов» («дзёсэй» или «рэдису») затрагивал темы молодого возраста: работу, эмоции, проблемы половых отношений, дружеские (а иногда любовные) отношения между женщинами. В дзёсэй-манге сохранилась основная стилистика, ранее применявшаяся в сёдзё-манге, но теперь рассказ предназначался для уже взрослых женщин. Зачастую открыто показывались сексуальные отношения, являвшиеся частью сложного рассказа, где сексуальное удовольствие сопряжено с эмоциональным переживанием. В качестве примеров выступают Luminous Girls Рё Рамии, Kinpeibai Масако Ватанабэ и работы Сюнгису Утиды. Также в дзёсэй-манге могут иметь место сексуальные отношения между женщинами (юри), что отражено в работах Эрики Сакурадзавы, Эбинэ Ямадзи, и Тихо Сайто. Имеются и другие темы, например, манга о моде («Ателье „Paradise Kiss“»), манга о вампирах в готическом стиле («Рыцарь-Вампир», Cain Saga и DOLL), а также различные сочетания уличной моды, косплея и музыки J-Pop.
В настоящее время мир манги пронизывает практически всю Японию. Манга существует как часть прессы. Отчасти высокая популярность манги, чрезмерная одержимость ею части населения Японии и культура отаку позволяют ей не сдавать позиции даже при негативных социальных и экономических факторах в Японии, таких как нахождение Японии более трёх десятилетий в экономическом застое и постоянной дефляции, уменьшение населения, вызванное демографическим кризисом и старением Японии. Японская нация является самой престарелой и одной самых быстро стареющих в мире. По состоянию на 1 октября 2021 года, 29,1 % населения Японии было старше 65 лет. Бывший премьер-министр Таро Асо, поклонник манги и аниме, считает, что манга — один из способов вывода страны из экономического кризиса и улучшения её имиджа на мировой арене. «Превращая популярность японской „мягкой силы“ в бизнес, мы можем к 2020 году создать колоссальную индустрию стоимостью в 20-30 триллионов иен и дать работу ещё примерно 500 тысячам человек», — сказал он в апреле 2009 года.
На рубеже XX и XXI веков почти четверть всей печатной продукции в Японии составляла манга. Популярность манги за пределами Японии всё время растёт. Переводы манги стали чрезвычайно популярными на зарубежных рынках — в некоторых случаях они сравнялись с продажами отечественных комиксов или превзошли их. По словам Жан-Мари Буиссу, манга представляла 38 % французского рынка комиксов в 2005 году. Это примерно в 3 раза больше, чем в США, объём рынка манги оценивался примерно в 460 млн евро (640 млн долларов). В 2011 году на мангу приходилось 40 % всех комиксов, публикуемых во Франции. В 2007 году на долю манги приходилось примерно 70–75 % всех комиксов, проданных в Германии. Начиная с конца 2010-х манга стала продаваться намного лучше, чем американские комиксы. В октябре 2019 года отраслевой аналитик Милтон Грипп на конференции ICv2 в Нью-Йорке представил данные, показывающие, что впервые за несколько десятилетий на рынке США доминировали не традиционно американские ежемесячные комиксы в жанре супергероев, а графические романы и торговые книги в мягкой обложке других жанров, а также японская манга и книги, вдохновленные мангой. Эти книги хорошо продаются в книжных магазинах, хотя сдвиг отразился и на магазинах комиксов. По данным Nielsen BookScan, на детские комиксы и графические романы приходился 41 % продаж в книжных магазинах, на мангу — 28 %, в то время как на комиксы в жанре супергероев приходилось менее 10 %, то есть на 9,6 % меньше, чем в предыдущем году. С 23 мая по 26 августа 2019 года Британский музей провёл The Citi Exhibition: Manga — крупнейшую выставку манги из когда-либо проводившихся за пределами Японии. В 2020 году рынок манги в Северной Америке оценивался почти в 250 млн долларов. По данным компании NPD Group, по сравнению с читателями комиксов читатели манги моложе (76 % моложе 30 лет) и более разнообразны, в том числе среди читателей больше женщин (на 16 % выше, чем у читателей комиксов). По данным NPD BookScan, манга составила 76 % от общего объема продаж комиксов и графических новелл в США в 2021 году. Быстрый рост рынка манги в Северной Америке объясняется широкой доступностью манги в цифровых приложениях для чтения, книг сети розничных продавцов, таких как Barnes & Noble, и интернет-магазинов, таких как Amazon, а также увеличением потокового вещания аниме. В 2021 году в США было продано 24,4 миллиона единиц манги. Это примерно на 15 миллионов (160 %) больше продаж, чем в 2020 году. В 2022 году большинством самых продаваемых авторов комиксов в США были мангаки. В 2022 году продажи манги выросли на 9 %. В 2021 году на мангу приходилось 55 % всех комиксов, продаваемых во Франции, а страна являлась крупнейшим импортером манги. По данным NPD BookScan, манга составила 79 % от общего объёма продаж комиксов и графических новелл в США в 2022 году.

### Сёнэн, сэйнэн и сэйдзин
Манга для мужской читательской аудитории может быть классифицирована по нескольким признакам. Одним из таковых является возрастная категория: сёнэн-манга предназначена для мальчиков младше 18 лет, а сэйнэн-манга — для мужчин в возрасте от 18 до 30 лет. Кроме того, мангу можно разделить по составляющему — обычно в мужской манге присутствуют темы приключений, чёрный юмор, темы чести и иногда сексуальные отношения. В японском языке для обозначения близких по смыслу понятий «сэйнэн» применяются разные кандзи: 青年, что означает «юноша, молодой человек», и 成年 «взрослый». Последний термин обозначает мангу с открытыми сексуальными отношениями, предназначенную для взрослых людей; существует также синоним «сэйдзин» («взрослый», 成人). Все три вида манги во многом схожи.
Мальчики и юноши оказались в числе ранней читательской аудитории, сформировавшейся после Второй мировой войны. С 1950-х годов сёнэн-манга сконцентрировалась на темах, интересных самому обычному мальчику: научно-фантастические объекты (роботы и космические путешествия) и героические приключения. В историях часто изображены испытания способностей и умений главного героя, самосовершенствование, самоконтроль, пожертвование ради долга, честная служба обществу, семье и друзьям.
Манга о супергероях наподобие Супермена, Бэтмена и Человека-паука не стала столь же популярной, как жанр «сёнэн». Исключением была работа Кии Асамии Batman: Child of Dreams, изданная в США компанией DC Comics и в Японии Kodansha. Тем не менее герои-одиночки фигурируют в работах Golgo 13 и Lone Wolf and Cub. В Golgo 13 главным героем является убийца, посвятивший себя служению миру во всём мире и другим социальным целям. Огами Итто, мечник из Lone Wolf and Cub — вдовец, воспитывающий сына Дайгоро и желающий отомстить убийцам своей жены. Герои обеих манг — обычные люди, не обладающие сверхспособностями. В обеих историях разворачивается «путешествие в сердца и разумы героев», раскрывается их психология и мотивация.
Во многих произведениях сёнэн-манги затрагиваются темы научной фантастики и технологий. К ранним примерам манги о роботах можно отнести Astro Boy и Doraemon — мангу о коте-роботе и его хозяине. Тема роботов широко развивалась, начиная с работы Мицутэру Ёкоямы Tetsujin 28-go до более сложных сюжетных линий, в которых протагонист должен не просто уничтожить врагов, но и преодолеть себя и научиться управлять и взаимодействовать со своим роботом. Так, в работе Neon Genesis Evangelion главный герой Синдзи противодействует не только врагам, но и собственному отцу, а в Vision of Escaflowne Вану, ведущему войну против империи Дорнкирк, приходится столкнуться со смешанными чувствами к Хитоми.
Другой популярной темой в сёнэн-манге является спорт. В этих историях подчёркивается самодисциплина; в манге часто изображены не только захватывающие спортивные соревнования, но и личные качества главного героя, которые нужны ему для преодоления своего предела и достижения успеха. Тема спорта затрагивается в Tomorrow's Joe, One-Pound Gospel и Slam Dunk.
В приключенческих сюжетах как сёнэн- так и сёдзё-манги часто присутствуют сверхъестественные сеттинги, где главный герой сталкивается с испытаниями. Периодически он терпит неудачу, например, в Death Note главный герой Лайт Ягами получает книгу синигами, которая убивает любого, чьё имя в ней будет записано. Другой пример — манга The Demon Ororon, главный герой которой отказывается от правления Адом, чтобы жить на земле простым смертным. Иногда главный герой сам обладает сверхспособностями, либо сражается с персонажами, обладающими таковыми: «Хеллсинг», Flame of Recca и «Блич».
Истории о войне в современном мире (или о Второй мировой войне) остаются под подозрением в прославлении истории Японской империи и не нашли отражения в сёнэн-манге. Тем не менее истории о фантастических или исторических войнах не подверглись запрету, и манга о героических воинах и мастерах боевых искусств стала очень популярной. Причём в некоторых подобных произведениях присутствует драматический сюжет, например, в The Legend of Kamui и Rurouni Kenshin; а в других имеются юмористические элементы, как в Dragon Ball.
Хотя истории о современной войне и существуют, в них в большей степени затрагиваются психологические и моральные проблемы войны. К таким историям относятся Who Fighter (пересказ повести «Сердце тьмы» Джозефа Конрада о японском полковнике, предавшем свою страну), The Silent Service (о японской ядерной субмарине) и Apocalypse Meow (о войне во Вьетнаме, повествование ведётся от лица животного). Другие манги в жанре боевика обычно содержат сюжеты о криминальных или шпионских организациях, которым противостоит главный герой: City Hunter, «Кулак Полярной звезды», From Eroica with Love (в которой объединены приключения, боевик и юмор).
По мнению критиков манги Кодзи Айхары и Кэнтаро Такэкумы, подобные истории о сражениях бесконечно повторяют одну и ту же тему бессмысленной жестокости, которую они язвительно обозначают «Shonen Manga Plot Shish Kebob». Другие специалисты предполагают, что изображение сражений и жестокости в комиксах служит своеобразным «выходом для отрицательных эмоций». Военные истории являются объектом пародий, одной из которых выступает комедия Sgt. Frog об отряде пришельцев-лягушек, которые вторглись на Землю и в конечном итоге поселились в семье Хинаты.

#### Роль женщин в мангах для мужчин
В ранней сёнэн-манге главные роли принадлежали мальчикам и мужчинам, женщинам отводились в основном роли сестёр, матерей и подруг. В манге Cyborg 009 присутствует только одна девушка-киборг. В более поздних работах женщины практически отсутствуют, к таковым относятся Baki the Grappler Итагаки Кэйсукэ и Sand Land Акиры Ториямы. Однако начиная с 1980-х годов женщины стали играть более значительные роли в сёнэн-манге, как, например, в работе Ториямы Dr. Slump, чья главная героиня — мощный, но в то же время озорной робот.
В дальнейшем роль женщин в манге для мужчин существенно изменилась. Стала применяться стилистика бисёдзё. В большинстве случаев женщина является объектом эмоциональной привязанности главного героя, например, Верданди из Oh My Goddess! и Шао-линь из Guardian Angel Getten. В других историях главного героя окружают несколько женщин: Negima!: Magister Negi Magi и Hanaukyo Maid Team. Главному герою не всегда удаётся сформировать романтические отношения с девушкой (Shadow Lady), в противоположных случаях может быть показана (или подразумеваться) сексуальная активность пары, как в Outlanders. Первоначально наивный и незрелый герой взрослеет и учится отношениям с женщинами: Ёта из Video Girl Ai, Макото из Futari Ecchi. В сэйдзин-манге половые отношения считаются сами собой разумеющимися и изображены открыто, например, в работах Тосики Юй или в Were-Slut и Slut Girl.
Тяжело вооружённые женщины-воины («сэнто бисёдзё») — ещё один класс женщин, присутствующий в манге для мужчин. Иногда сэнто бисёдзё являются киборгами, как Алита из GUNNM, Мотоко Кусанаги из Ghost in the Shell или Тисэ из Saikano; другие — обычными людьми: Аттим из Seraphic Feather, Калура из Drakuun и Фалис из Murder Princess.
В начале 1990-х годов в связи с послаблением цензуры в Японии в манге получили широкое распространение открытые сексуальные темы, не подвергнутые цензуре и в английских переводах. Спектр варьировался от частичного изображения обнажённых тел до открытого показа половых актов, подчас изображались сексуальное рабство и садомазохизм, зоофилия, инцест и изнасилование. В некоторых случаях темы изнасилования и убийства выступали на первый план, как в «Уроцукикодзи» и Blue Catalyst. Однако в большинстве случаев подобные темы не являются основными.

### Гэкига
Слово «гэкига» (яп.  劇画, рус. «драматические картинки») применяется для обозначения реалистических изображений в манге. Изображения гэкиги рисуются в эмоционально чёрных тонах, они очень реалистичны, иногда изображают жестокость и фокусируются на повседневной реальности, часто изображённой в неприметной форме. Термин возник в конце 1950-х-начале 1960-х годов (согласно мнению Марка Макуильямса — в 1957 году). Причиной возникновения данного жанра стало неудовлетворение молодых художников, например, Ёсихиро Тацуми и Такао Сайто, которые обозначали свои произведения, отличавшиеся реалистичностью рисунка и драматичностью сюжетов, именно данным термином, всё менее прибегая к понятию «манга». Примерами жанра гэкига выступают работы Chronicles of a Ninja’s Military Accomplishments и Satsuma Gishiden. Несмотря на популярность произведений данного жанра, высказывалось мнение, что гэкига оказывает дурное влияние на детей из-за изображения жестокости.
Когда социальный протест тех лет пошёл на спад, гэкига стала применяться для обозначения социально-ориентированных взрослых драм и авангардных произведений. Примеры работ: Lone Wolf and Cub и «Акира». В 1976 году Осаму Тэдзукой была создана манга MW — серьёзная история о последствиях хранения ядовитого газа на базе военных сил США на Окинаве после Второй мировой войны. Стиль гэкига и социальное сознание находят своё отражение и в современной манге, например, в Ikebukuro West Gate Park (история об уличных преступлениях, изнасилованиях и жестокости).